# Дюпри, Джермейн
Джермейн Дюпри Молдин (англ. Jermaine Dupri; род. 23 сентября 1972) — американский продюсер и рэпер.

## Биография

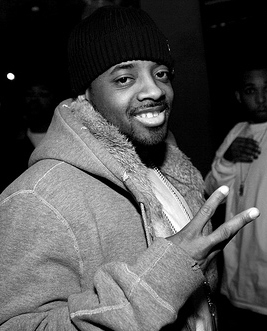
Дюпри в апреле 2005 года

Прежде чем начать карьеру артиста, Дюпри открыл свой небольшой магазин «Rap Corna Guuds». Позже он сформировал подростковый дуэт Kris Kross (Крис Келли и Крис Смит) после знакомства с ребятами в местном торговом центре в 1991 году. Первый студийный альбом группы Totally Krossed Out был выпущен в начале 1992 года. 23 мая альбом возглавил чарт Billboard 200 и получил мульти-платиновую сертификацию благодаря синглам «Jump» и «It’s a Shame».
В 1993 году Джермейн Дюпри организовал свой собственный лейбл So So Def Recordings и сразу же заключает контракт с женской R&B группой Xscape, которую заметил на фестивале в Атланте. Их дебютный альбом Hummin' Comin' at 'Cha получил платиновую сертификацию от Американской ассоциации звукозаписывающих компаний. В этом же году на Yo! MTV Raps он знакомится через Криса Кросса с исполнительницей рэпа из Чикаго Шанти Харрис, более известная как Da Brat, подписывает с ней контракт на лейбле So So Def Recordings, и содействует в выпуске её дебютного альбома Funkdafied, который вышел в свет в 1994 году и был продан тиражом в 1,000,000 копий.

## Студийные альбомы
- Life in 1472 (1998)
- Instructions (2001)